# Apizaco
Apizaco est une ville de la municipalité d'Apizaco située près du centre géographique de l'état mexicain de Tlaxcala, à environ 25 minutes en voiture de la capitale de l'état, Tlaxcala. La ville tire son nom de la langue nahuatl « ātl »(eau) et « pitzāhuac » (mince), et le suffixe « co » (lieu), formant « Āpitzāco », ou approximativement « Lieu de l'eau mince ». Ceux qui cherchent à atteindre le port de Veracruz par le chemin de fer depuis Mexico doivent passer par Apizaco. La ville a commencé en raison de son emplacement sur cette voie ferrée.

## Personnalités
- Mariano González Zarur (1949-), homme politique mexicain, est né à Apizaco.